# Lobodillo salomonis
Lobodillo salomonis là một loài chân đều trong họ Armadillidae. Loài này được Vandel miêu tả khoa học năm 1973.